# Klaus Springfeld
Klaus Springfeld (* 21. Mai 1936 in Güstrow; † 11. Januar 2022 in Schwerin) war ein deutscher Allgemeinmediziner und ärztlicher Standespolitiker.

## Leben
Klaus Springfeld wurde 1936 in Güstrow/Mecklenburg geboren und bestand dort 1955 das Abitur an der John-Brinckman-Oberschule.
Von 1955 bis 1960 studierte er Medizin an der Universität Rostock auf, das er mit Staatsexamen und Promotion abschloss (Dissertation zum Thema „Das rote Blutbild und der Serumwassergehalt bei Neugeborenen gesunder Mütter und Gestosen“).
Bis 1963 arbeitete Springfeld an der Abteilung für Innere Medizin der Poliklinik der Krankenanstalten Güstrow, bis 1966 am Pathologischen Institut in Schwerin, dann bis zum Abschluss der Weiterbildung zum Facharzt für Allgemeinmedizin 1968 am Bezirkskrankenhaus und an der Bezirks-Poliklinik Schwerin. Im Anschluss daran war Klaus Springfeld zwei Jahre lang als Schiffsarzt bei der Hochseefischerei und der Deutschen Seereederei tätig.
Nach Schwerin zurückgekehrt, war als Facharzt für Allgemeinmedizin tätig, zunächst als Leitender Arzt im Stadtambulatorium Schwerin-Lankow und ab Eröffnung als Chefarzt der 1976 fertiggestellten Poliklinik Lankow, deren Konzeption wesentlich von ihm mitgeprägt wurde; von 1972 bis 1985 zugleich auch als stellvertretender Ärztlicher Direktor der gesamten Bezirkspoliklinik. Vor diesem Hintergrund wurde er zum ständigen Mitarbeiter am Institut für Gesundheitsbauten des Ministeriums für Gesundheitswesen der DDR. Gleichzeitig war er 13 Jahre lang Vorsitzender der Bezirksgesellschaft für Allgemeinmedizin und von 1972 bis 1990 Mitglied des Vorstandes der Gesellschaft für Allgemeinmedizin der DDR. Darüber hinaus war er Mitglied des Senats und Lehrbeauftragter für das Fach Allgemeinmedizin an der Akademie für Ärztliche Fortbildung der DDR, und zwar ohne das damals allgemein übliche Zugeständnis einer Parteizugehörigkeit in der SED. Die von ihm angestrebte Habilitation blieb ihm jedoch versagt.
Nach der Wiedervereinigung Deutschlands gehörte Klaus Springfeld zu den Gründungsmitgliedern der Ärztekammer Mecklenburg-Vorpommern  und war von 1990 bis 1994 deren Vizepräsident. Von 1991 bis 2001 war er als Allgemeinarzt in Schwerin niedergelassen.

## Auszeichnungen
- Medizinalrat (1974)
- Ernst-Ludwig-Heim-Medaille der Gesellschaft für Allgemeinmedizin der DDR (1983)
- Ernst-von-Bergmann-Plakette der Bundesärztekammer (1998)
- Bundesverdienstkreuz am Bande (2003)
- Paracelsus-Medaille der deutschen Ärzteschaft (2004)